# Mmashoro
Mmashoro est une ville du Botswana. Elle est située à 80 kilomètres au nord-ouest de Serowe et a une population de 1 543 habitants (en 2001).